# Lógica paraconsistente
Una lógica paraconsistente es un sistema lógico que intenta tratar las contradicciones en forma atenuada. Alternativamente, la lógica paraconsistente es un campo de la lógica que se ocupa del estudio y desarrollo de sistemas lógicos paraconsistentes (o "tolerantes a la inconsistencia"). (En este artículo el término es utilizado en ambas acepciones.)
Las lógicas tolerantes a la inconsistencia existen por lo menos desde 1910 (y es posible argumentar que muchísimo antes, por ejemplo en los escritos de Aristóteles); sin embargo, la palabra paraconsistente ("más allá de la consistencia") recién fue acuñada en 1976, por el filósofo peruano Francisco Miró Quesada.

## Definición
La motivación primaria de la lógica paraconsistente es la convicción de que debería ser posible razonar con información inconsistente en una forma controlada y discriminatoria. 
En lógica clásica (como también en lógica intuitiva y muchos otros tipos de lógicas), las contradicciones implican que todo vale. Esta curiosa característica, conocida como el principio de explosión o ex contradictione sequitur quodlibet ("a partir de una contradicción, se puede deducir cualquier cosa"), se puede expresar formalmente como
{\displaystyle A,\neg A\vdash B}
donde {\displaystyle \vdash } representa una consecuencia lógica. Por lo tanto si una teoría contiene una única inconsistencia, resulta trivial— esto es que toda expresión se entiende como un teorema. La característica distintiva de una lógica paraconsistente es que rechaza el principio de explosión. Por lo tanto a diferencia de la lógica clásica y otros tipos de lógicas, las lógicas paraconsistentes pueden ser usadas para formalizar teorías inconsistentes no triviales. En las lógicas paraconsistentes existe solo una teoría inconsistente: la teoría trivial en la que cada teorema es una sentencia. La lógica paraconsistente permite distinguir entre teorías inconsistentes y razonar con ellas. 
Algunos filósofos como Graham Priest, filósofo de la Universidad de Melbourne, van más allá sostienendo que algunas contradicciones son verdaderas, y por lo tanto, que una teoría inconsistente no siempre es una indicación de que sea incorrecta.  Esta postura, conocida como dialeteismo, está motivada por varias consideraciones, particularmente una inclinación a tomar ciertas paradojas tales como la paradoja del mentiroso y la paradoja de Russell en sentido textual. No todos los defensores de la lógica paraconsistente son dialeteístas. Por otro lado, ser un dialeteísta compromete racionalmente con alguna forma de lógica paraconsistente, so pena de tener que aceptar todo como verdadero (es decir, trivialismo).
Las lógicas paraconsistentes son, en general, más débiles que las lógicas clásicas (o sea es posible realizar a partir de ellas una menor cantidad de inferencias) pero hay sistemas no-clásicos que son incluso más fuertes que la lógica clásica (en el sentido de que, para determinadas traducciones, contienen todos los teoremas y todas las reglas de inferencia de la lógica clásica).

## Personalidades destacadas
Personalidaes destacadas en la historia y /o el desarrollo de la lógica paraconsistente son:
- Newton da Costa (Brasil, 1929-2024). Uno de los primeros en desarrollar sistemas formales de lógica paraconsistente.
- Alan Ross Anderson (EE. UU., 1925–1973). Uno de los fundadores de la lógica de relevancia, un tipo de lógica paraconsistente.
- Florencio González Asenjo (Argentina, 1927-2013)
- Diderik Batens (Bélgica)
- Nuel Belnap (EE. UU., b. 1930). Trabajó con Anderson en lógica de relevancia.
- Jean-Yves Béziau (Francia/Suiza, b. 1965). Ha escrito en forma extensa sobre las características estructurales generales y bases filosóficas de las lógicas paraconsistentes.
- Guillermo Páramo Rocha (Colombia) Antropólogo que ha propuesto el análisis de las mitologías como formas de lógica paraconsistente.
- Ross Brady (Australia)
- Bryson Brown (Canadá)
- Itala M. L. D'Ottaviano (Brasil)
- Walter Carnielli (Brasil)
- J. Michael Dunn (EE. UU.). Destacado en lógica de relevancia.
- Stanisław Jaśkowski (Polonia). Uno de los primeros en desarrollar sistemas formales de lógica paraconsistente.
- R. E. Jennings (Canadá)
- David Kellogg Lewis (USA, 1941–2001). Crítico de la lógica paraconsistente.
- Jan Łukasiewicz (Polonia, 1878–1956)
- Robert K. Meyer (EE. UU./Australia)
- Chris Mortensen (Australia). Ha escrito numerosos trabajos sobre matemáticas paraconsistente.
- Val Plumwood [formerly Routley] (Australia, b. 1939). Colaborador asiduo de Sylvan.
- Graham Priest (Australia). Probablemente el más firme defensor actual de la lógica paraconsistente.
- Francisco Miró Quesada (Perú). Acuñó la expresión "lógica paraconsistente".
- Peter Schotch (Canadá)
- B. H. Slater (Australia). Otro crítico de la lógica paraconsistente.
- Richard Sylvan [formerly Routley] (Nueva Zelanda/Australia, 1935–1996). Destacado en lógica de relevancia y colaborador frecuente con Plumwood y Priest.
- Nicolai A. Vasiliev (Rusia, 1880–1940). Primero en construir una lógica tolerante a la contradicción (1910).
- Lorenzo Peña (España, 1944) Filosofía basada en lógica paraconsistente